# Tosken
De Tosken (Albanees: Toskët) vormen een van de twee Albanese stammen. De Toskische Albanezen leven in gebieden onder de Shkumbinrivier in zuid-Albanië en buiten Albanië in Griekenland en het zuiden van Noord-Macedonië. In de Mezzogiorno-regio in Italië vormen de Arbëreshë, eveneens Toskische Albanezen, een grote minderheid. De noord-Albanese stam, zijn de Gegen.

## Leefgebied
Toskische Albanezen leven in zuid-Albanië, in grote delen van Griekenland; waar ze in het noordwesten van het land inheems zijn en verder in het zuiden van Noord-Macedonië.
Door de vlucht van vele christelijke Albanezen gedurende de Ottomaanse bezetting van Albanië in de 15e eeuw, is er een grote (hoofdzakelijk Toskische-) Albanese gemeenschap in het Mezzogiorno-gebied in Zuid-Italië, waar ze een erkende minderheid, genaamd de Arbëreshë, vormt.

## Fysieke kenmerken
Anders dan de Gegische Albanezen worden de Toskische Albanezen beschreven als een bevolkingsgroep met een mediterraans uiterlijk die gepaard gaat met een gemiddelde, tengere lichaamslengte en een wat getintere huid- en haarkleur.

## Cultuur
Terwijl de meeste Gegen nog vasthouden aan een stamcultuur verlieten de Toskische Albanezen deze opvattingen gedurende de late middeleeuwen na de Ottomaanse verovering van Albanië.
Tijdens de Ottomaanse heerschappij werd de verdeeldheid tussen Tosken en Gegen groter, omdat de Tosken een band opbouwden met Ottomaanse autoriteiten, waardoor zij meerdere privileges verwierven en hun nederzettingen zich sneller ontwikkelden dan de Gegen. De tot de islam bekeerde Tosken kenden hoge adellijke titels binnen het rijk. Gegen, vooral uit het hoge noorden, kwamen nog regelmatig in opstand tegen de Ottomanen. 
Het communistische regime onder Enver Hoxha (een Tosk-Albanees) gedurende het einde van de 20e eeuw, heeft op de Tosken op het gebied van cultuur en religie meer invloed gehad dan op de Gegen. Mede hierdoor wordt de Toskisch-Albanese cultuur doorgaans beschouwd als een progressievere cultuur dan die van de Gegen. Uit historisch oogpunt blijkt dat de Toskische Albanezen opener staan voor buitenlandse invloeden. De eerste grote moderne Albanese emigratie werd gevormd door Tosken, die begin 20e eeuw al in groten getale naar de Verenigde Staten trokken.

### Klederdracht
Het traditionele kostuum

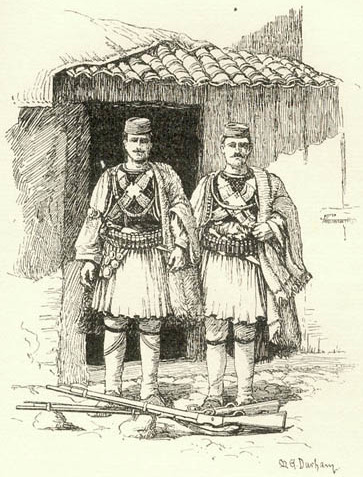
Toskische Albanezen (1905)

van de Toskische man heet de fustanella. De qeleshe, een witte hoed, die ook gedragen wordt door de Gegen; door Gegen vaak plis genoemd, heeft bij de Tosken een wat langer en rechthoekige vorm.

## Taal en religie
De Toskische Albanezen spreken Toskisch, een dialect dat wordt beschouwd als de standaardvorm van het Albanees. Het Toskisch is de officiële ambtstaal in de Republiek Albanië.
De meeste Toskische Albanezen, vooral in zuid-Albanië, zijn moslim. De tweede religie onder Tosken is de oosters-orthodoxe kerk die veel volgelingen heeft onder Tosken in vooral Griekenland en de Italiaanse diaspora.
De Arbëreshë behoren doorgaans tot de Italo-Albanese-Katholieke Kerk.

## Bekende Toskische Albanezen
- Andrea II Muzaka
- Donika Kastrioti
- Mohammed Ali van Egypte
- Ali Pasja
- Naim Frashëri
- Enver Hoxha
- Ismail Qemali
- Mehmet Shehu
- Thomas Strakosha
- Amanda Koçi
- Gabriella Cilmi
- Anxhela Peristeri
- Bleona Qereti